# Iglesia de San Juan (Toledo de Lanata)
La iglesia de San Juan de Toledo de Lanata es una iglesia románica de la primera mitad del siglo XII (carta de consagración de 1134) bajo la advocación de san Juan Bautista, que se encuentra en la localidad de San Juan (parte del municipio de La Fueva, Sobrarbe, provincia de Huesca, Aragón, España.
El templo original de época mozárabe, o quizás hasta visigótico, se habría querido reformar completamente en el siglo XII, cuando se le dio la forma actual por parte de algún maestro lombardo que no la acabó, siendo la mayor parte de la construcción una obra de maestros locales aragoneses. No obstante, su construcción incluye diferentes partes adhosadas a posteriori.

## Estructura
La iglesia tiene una sola nave, con el ábside triple con forma de trébol, muy particular en la arquitectura del norte de Aragón. La nau originalmente entera se segmentó en algún momento, separando la parte frontal (que corresponde con el coro) para darle usos civiles, con una pared interior que ha dejado ciego el vano de la puerta principal y la ventana del piso superior. En la planta inferior de ese espacio separado se observan restos de hollín en las peñas, lo que puede hacer pensar que se haya hecho fuego en el interior. Un agujero practicado en la parte delantera hasta la ventana de la planta superior hace pensar que se pudo haber instalado en algún momento una viga para subir pesos, siendo la planta superior un pajero o almacén.
La nave contiene también una sola capilla lateral, con el techo en forma de cúpula y pintado con motivos geométricos, se comunica con el resto de la nave por debajo de un arco, de donde también se han podido recuperar las pinturas de motivos geométricos, en conexión con las de la cúpula. En esta capilla lateral es donde nace la escalera que sube a la planta superior que ocupa solo los últimos metros del coro abriéndose a la nave con un pasamanos. La capilla es el espacio donde se halla la pila bautismal, con decoración exterior radial en la que están esculpidos algunos ángeles. La pila conserva restos de la pintura original roja y negra únicamente se pudo restaurar en la parte hacia el acceso a la iglesia.
En el coro hay dos pilas bautismales más, aunque de menor calidad y parcialmente empotradas en la pared que separa la antigua puerta principal de la nave actual. En el centro de este espacio, protegida con una urna, hay una piedra de cuarzo blanca con una concavidad socavada en el centro que hace de relicario. Las reliquias de la iglesia son dos fragmentos óseos de aspecto humano, cuya identidad se desconoce.

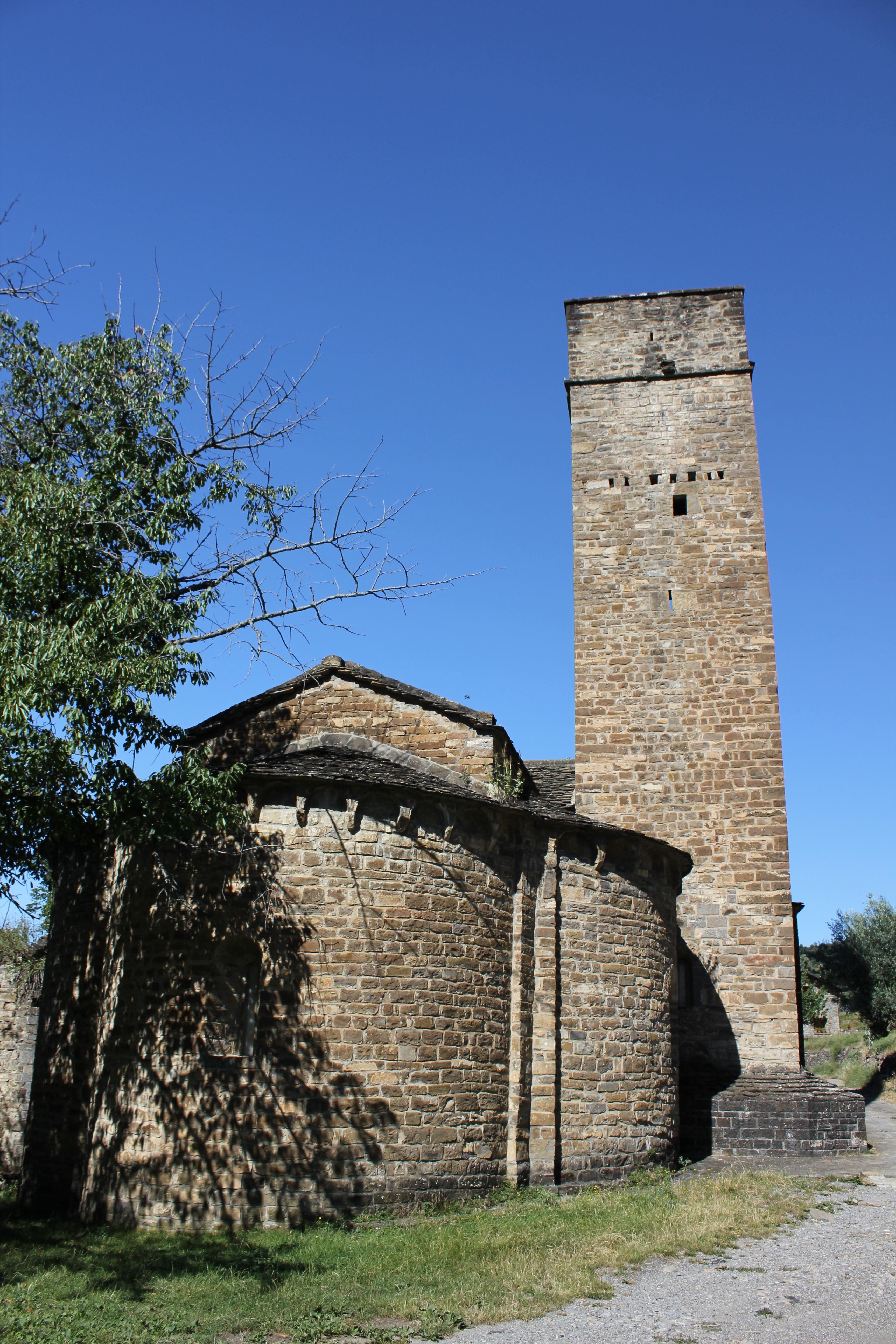
Ábside triple
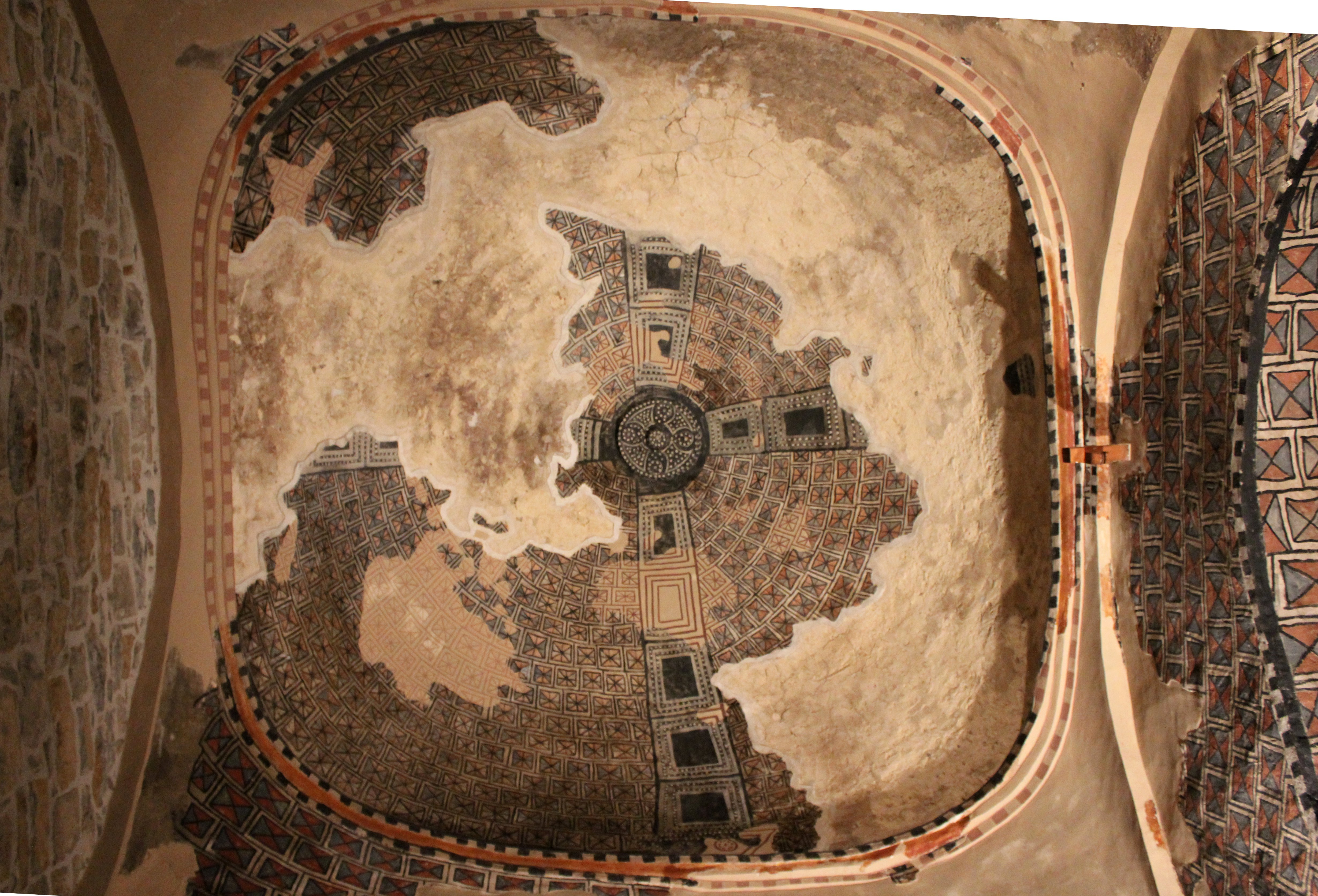
Pinturas geométricas en la cúpula de la capilla lateral
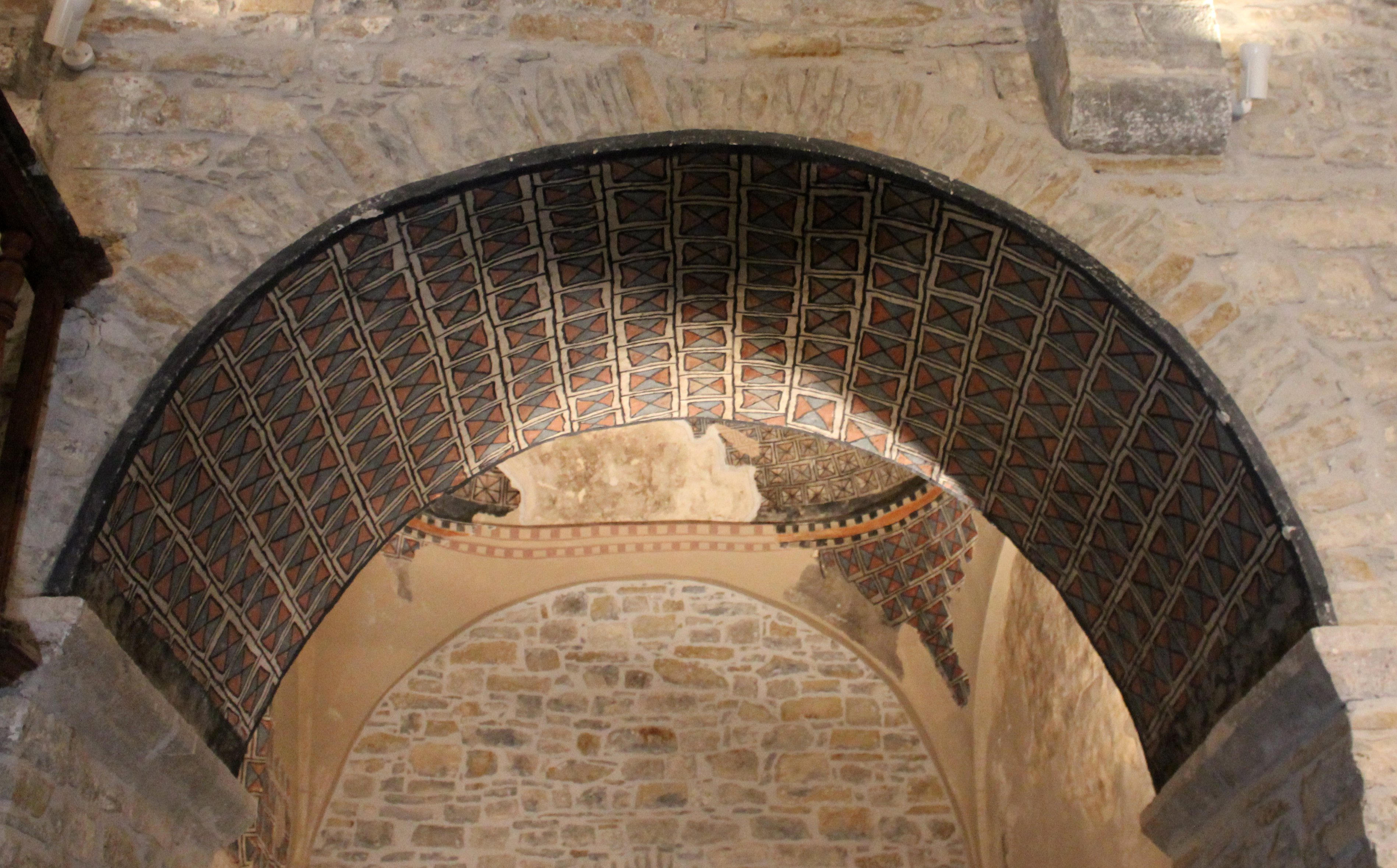
Detalle del arco que da acceso a la capilla lateral, con decoraciones geométricas
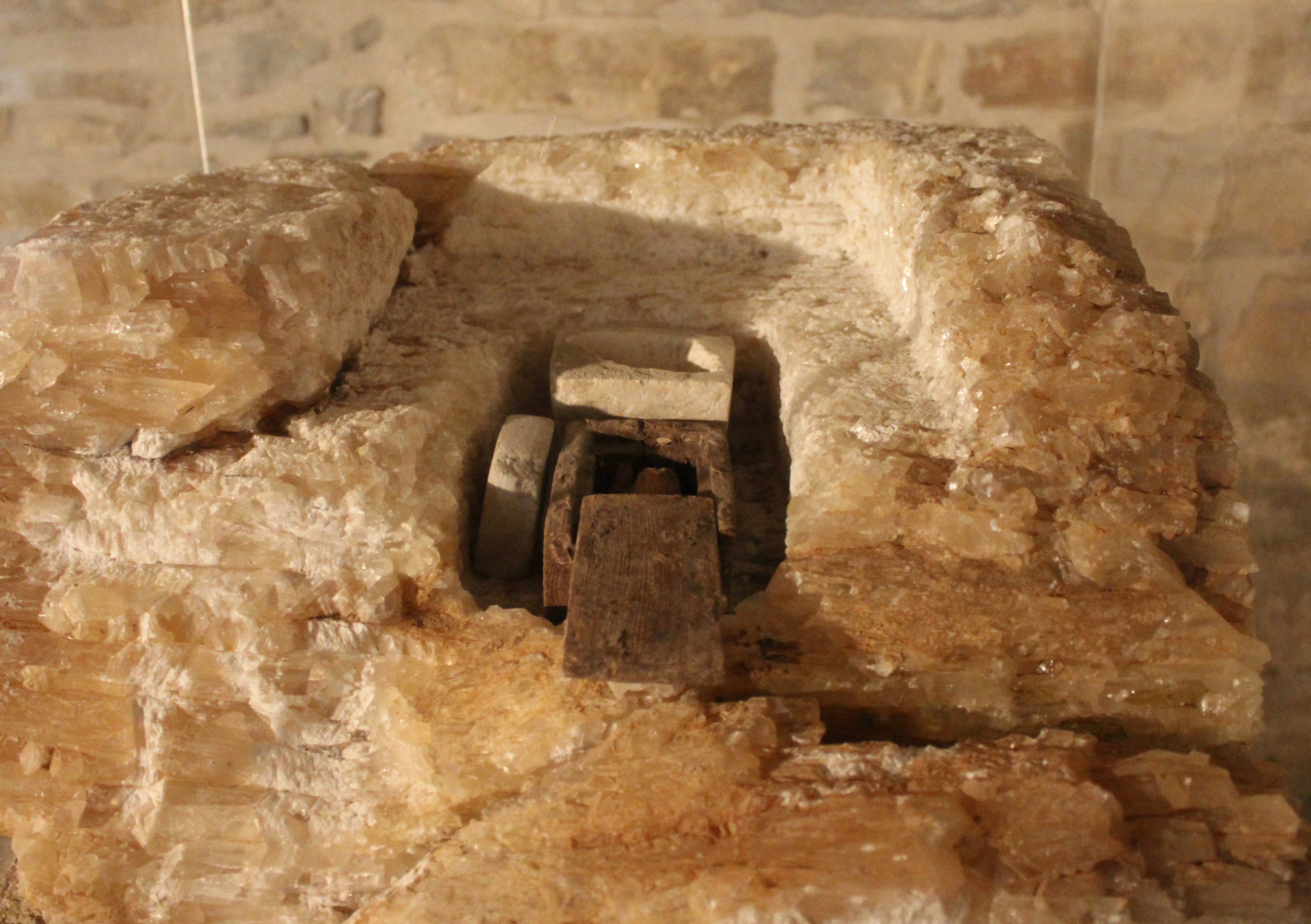
Relicario, en la sección del coro

## Altar

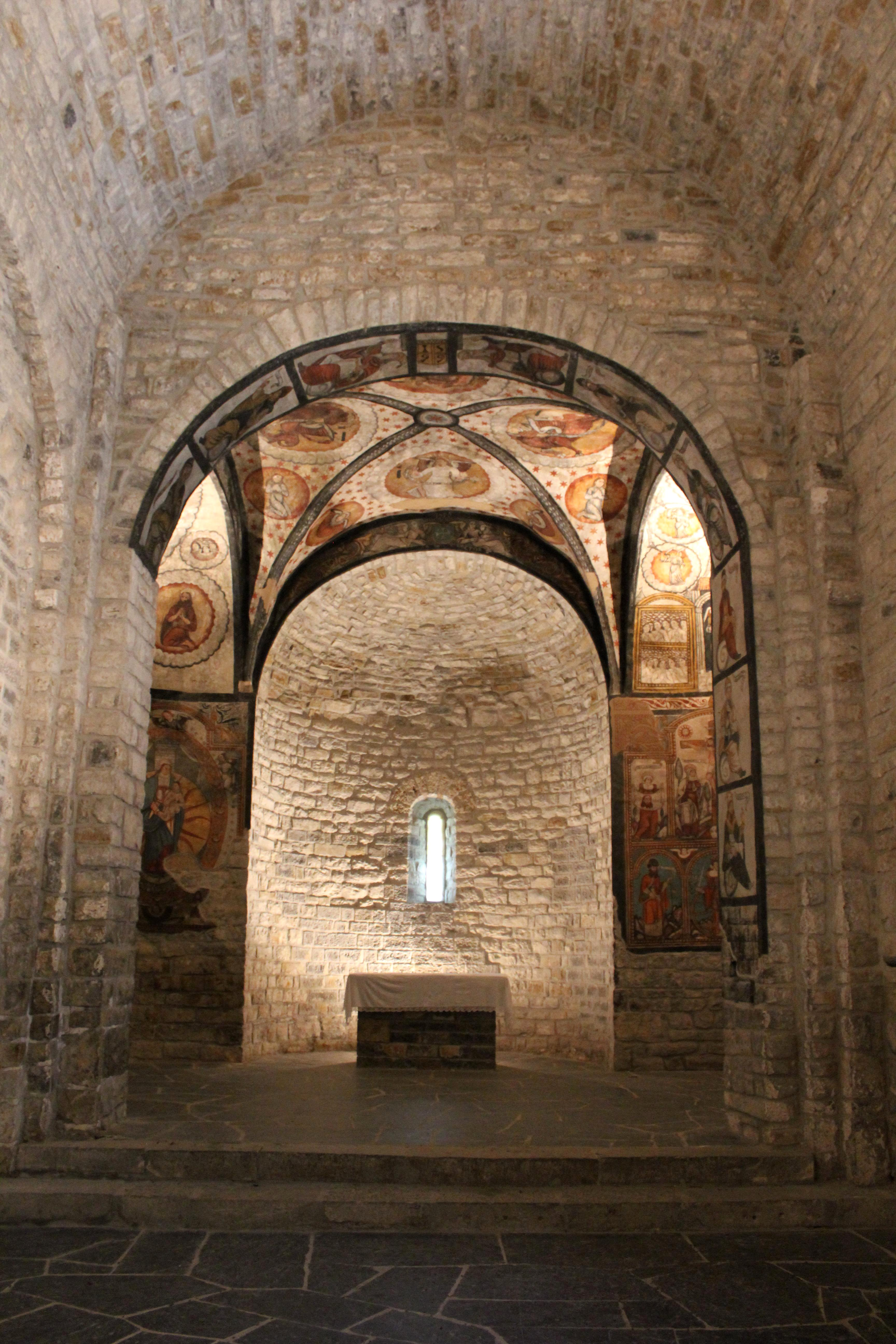
Interior de la nave, con el altar

El altar dispone de un ábside triple, en el que se han podido recuperar pinturas murales en las dos capillas laterales y en la cruz de la vuelta, pero no en el ábside central. El área del altar se comunica con la nave mediante un arco que tiene pintados en el alero algunos de los reyes de Israel según el Antiguo Testamento, todos ellos sentados, marcados con su nombre (entero o apocopado), y con algún elemento representativo que les identifica. Todas las pinturas se han podido datar en el siglo XVI, apareciendo por algún sitio de los murales el calendario de 1599.
En la cruz de la vuelta, que presenta arista apuntada de estilo románico, quedan cuatro espacios delimitados de forma más o menos triangular, remarcados porque está pintada con alero negro la nervadura de la crucería. Estos cuatro espacios se aprovecharon para representar los cuatro evangelistas usando sus figuras representativas en los cánones de la iconografía cristiana medieval, el llamado tetramorfos: san Mateo con el ángel anunciador, san Juan con el águila, san Marcos con el león y san Lucas con un toro o buey. Los nombres de los cuatro aparecen enteros o apocopados en un pergamino en cada una de las ilustraciones. El más singular es el cual donde se encuentran escritos en romance aragonés y no en latín, siguiendo con los convencionalismos ortográficos del aragonés del siglo XVI: Sanct Matheu, Sanct Ioan, S. Marcos y Sanct Luc.

### Ábside derecho
En el ábside a la derecha del altar está representado el Juicio Final con una escena central en la que un arcángel (podría ser San Miguel por la indumentaria militar) lucha contra un diablo tumbado en el suelo, debajo de los pies del mensajero divino, intentando influir en la balanza que decide el veredicto, la cual está en las manos del primero. Este tipo de estampa, tan común en la iconografía medieval, se considera tardana a finales del siglo XVI y tiene una equivalente (datada aproximadamente en la misma época) en el retablo de la iglesia de San Vicente de Labuerda (en el Sobrarbe). En tal Juicio Final, los diablos y el infierno se encuentran a la derecha de la lucha central y se ve una representación de Lucifer (señor de los infiernos) barbudo, peludo, de color rojo y con los pies como un ave de presa, además de los clásicos cuernos de cabra, con la particularidad de tener dos caras aparte de la natural, una en el pecho y la otra en los genitales. También tiene dos alas como de murciélago a las que le faltan las membranas. El mismo Lucifer intenta quitar las almas de la balanza con un hierro con ganchos. Los diablos subalternos echan por tierra las almas que su señor ha logrado pescar, hacia la boca del Leviatán, representado en la esquina derecho del escenario.
Todos los diablos de esta imagen siguen más o menos esa misma descripción, aunque sin alas ni una tercera cara en la pitrera (para distinguirlos de su señor), haciendo diferencia con el retablo de san Vicente, donde el diablo es verde con escratas, con un aspecto más reptiliano que de mamífero.

A la izquierda de la lucha, san Pedro aguarda en la puerta del cielo para recibir las almas bienhechoras que surgen de la balanza, y en un segundo vano en la parte trasera de él se halla un ángel que con un candil en la mano espera para conducirlas al paraíso, representado en el tercer y el cuarto cuadrantes en los que las numerosas almas habitan.
Debajo de esas escenas existe una ventana central y a cada lado dos pinturas más. En la izquierda, un retablo pintado al fresco representa el martirio de Cristo, con la cruz en el centro con la Virgen (Santa María A) y san Juan (Sanct Joan) que le lloran, y dos santas en los cuadrantes laterales: santa Verónica (La Varoniqua) que aguanta el Santo Sudario con la cara de Jesucristo marcada, y santa María Magdalena (S. María Ma.) con expresión de constricción. Debajo de ellas, tres vanos más de idénticas dimensiones: san Jaime (S. Haime) en su variante de peregrino, santa Catalina (S. Catherina) con la rueda y la espada que representan su martirio y un tercer santo difícil de identificar, pues tiene el nombre apocopado como S. Torn., pero que podría ser santo Tomás de Aquino (santo muy popular en el siglo XVI) o san Saturnino de Tolosa (un mártir bien querido en las regiones que rodean el Pirineo) porque se le representa con hábitos religiosos y una iglesia o monasterio detrás.
En el lado derecho del ábside están representadas cuatro escenas bíblicas. La primera es la de Adán y Eva en el paraíso, delante del manzano que tenían prohibido, y en la que se representa la serpiente con cabeza humana. La segunda es la de la intervención del ángel que detiene con las manos la espada de Abraham cuando se disponía a matar a Isaac, su hijo. La tercera parece que se trata de un tormento de Job, aunque no se identifica con claridad cuál es, se lee en un pergamino en la parte superior de la escena Job bona omnia dissipat Satan et eius liberos percutit expetita facultate [...] (ilegible) laudat Deum in sua aflictionem. La cuarta escena representa la petición de clemencia de un rey o algún noble (hay una corona en el suelo), que se encuentra con un ángel que llega a buscarlo con una espada en una mano y una calavera en la otra, justo cuando acaba de matar a una persona que yace en tierra con una flecha en el pecho. Como en la imagen anterior, un pergamino con la leyenda en latín dice Miserere, mei Deus. Secundum magna (oración habitual de constricción, que significa Apiádate de mí, Dios mío y se continúa con lo que parece es una oración fragmentada que debería ser Secundum magnam misericordiam tuam, Según tu gran misericordia). Junto con esas dos oraciones conforman el salmo número 51 de la Biblia.

### Ábside izquierdo
El ábside que se halla a la izquierda del altar tiene como escena principal un Dios en Majestad, pintado como El Padre de Jesucristo, con forma humana, que respalda con las manos la cruz en la que han clavado a su hijo. Debajo de los pies se puede ver un orbe (esfera que representa el mundo) que él señorea. Una corona con el número máximo de anillos (tres) le hace identificador como Dios, y a cada lado se ve un cogollo de alguna especie emblemática de flores, algunas no se han podido identificar.
Este Dios en Majestad está delimitado en un círculo de nubes. Cuatro circulitos más pequeños se encuentran a la una, a las cinco, a las siete y a las once de tal círculo central, y contiene cada uno algunos querubines, representados según las modas medievales como cabecitas con alas. Estos ángeles están presos al estar más próximos a Dios en la jerarquía, y por eso se le representa tan cerca de él.
A cada lado del conjunto central, un círculo de nubes de medio tamaño rodea la figura de un santo. A la izquierda está santa María orando. A la derecha, san Juan Bautista está en idéntica actitud.
Las escenas inferiores se encontraron más fragmentadas que en el ábside derecho, por lo que no se ve nada entero que resulte significativo, aunque parece que todas hablaban de la vida y milagros de algunos santos.

### Vistas
Generalmente la iglesia permanece cerrada y sólo es visitable dentro del programa de Visitas Guiadas, organizado desde la Comarca de Sobrarbe.

### Imágenes

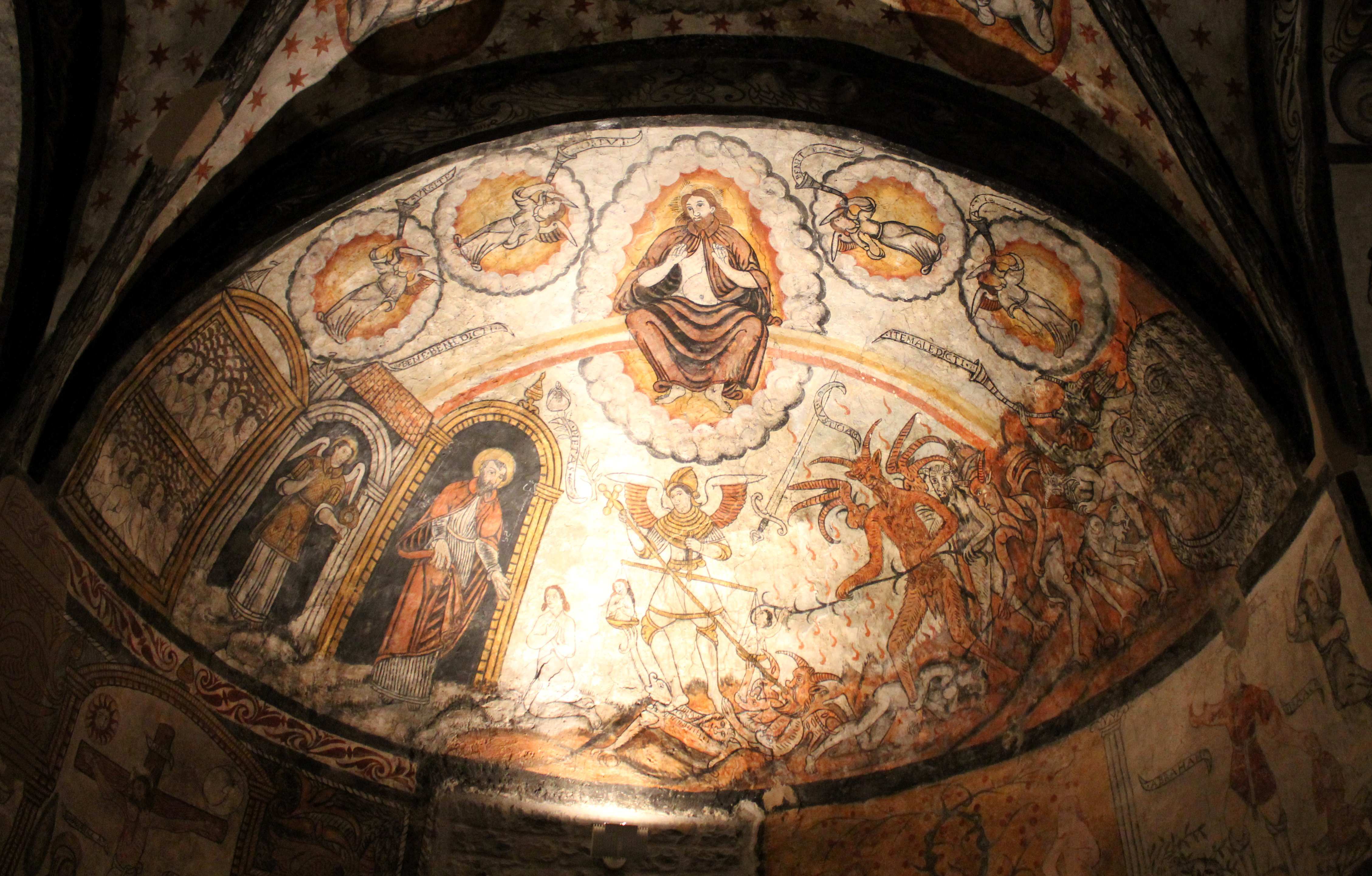
Escena del Juicio Final, a la derecha del altar.
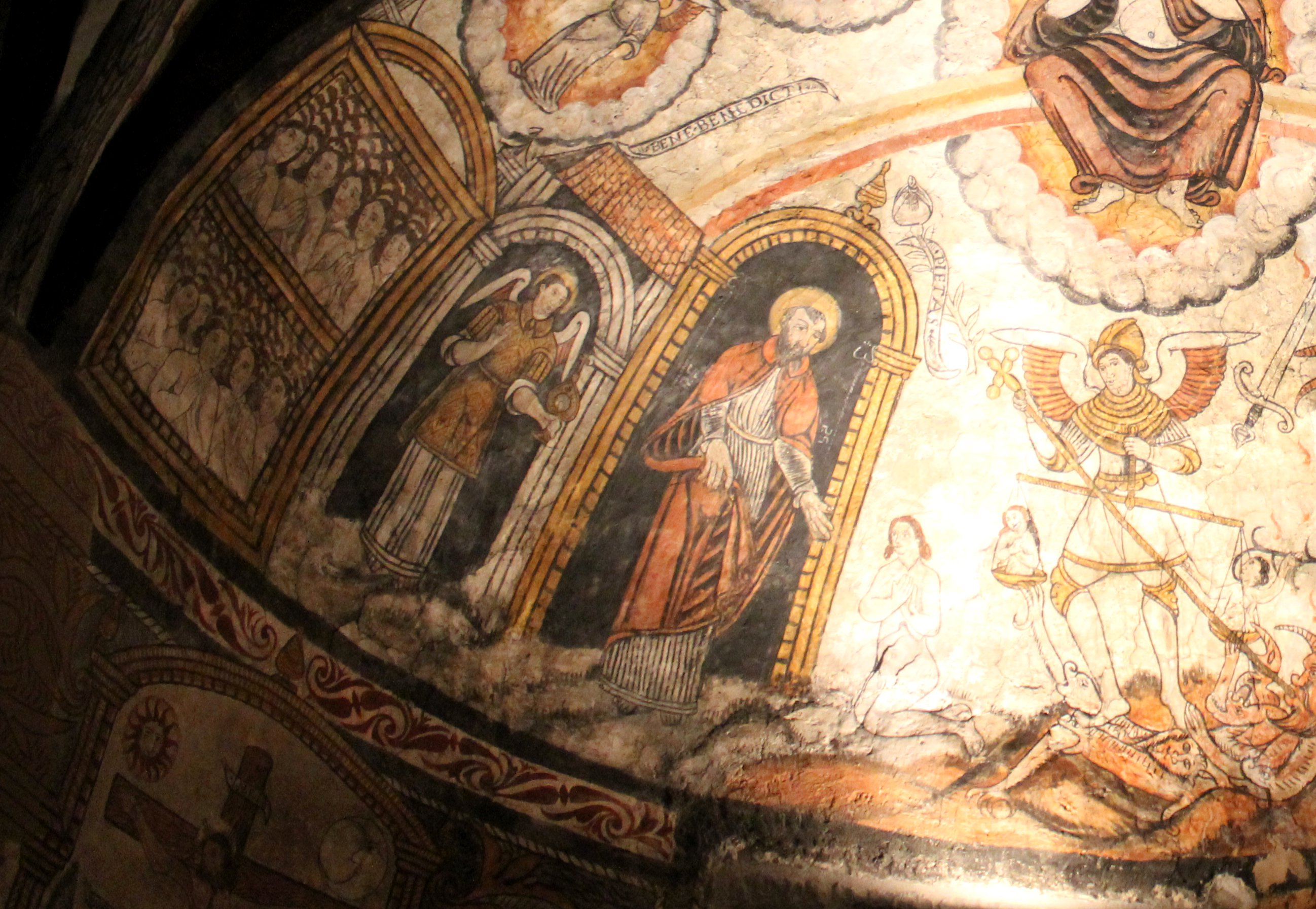
Cielo en la escena del Juicio Final.
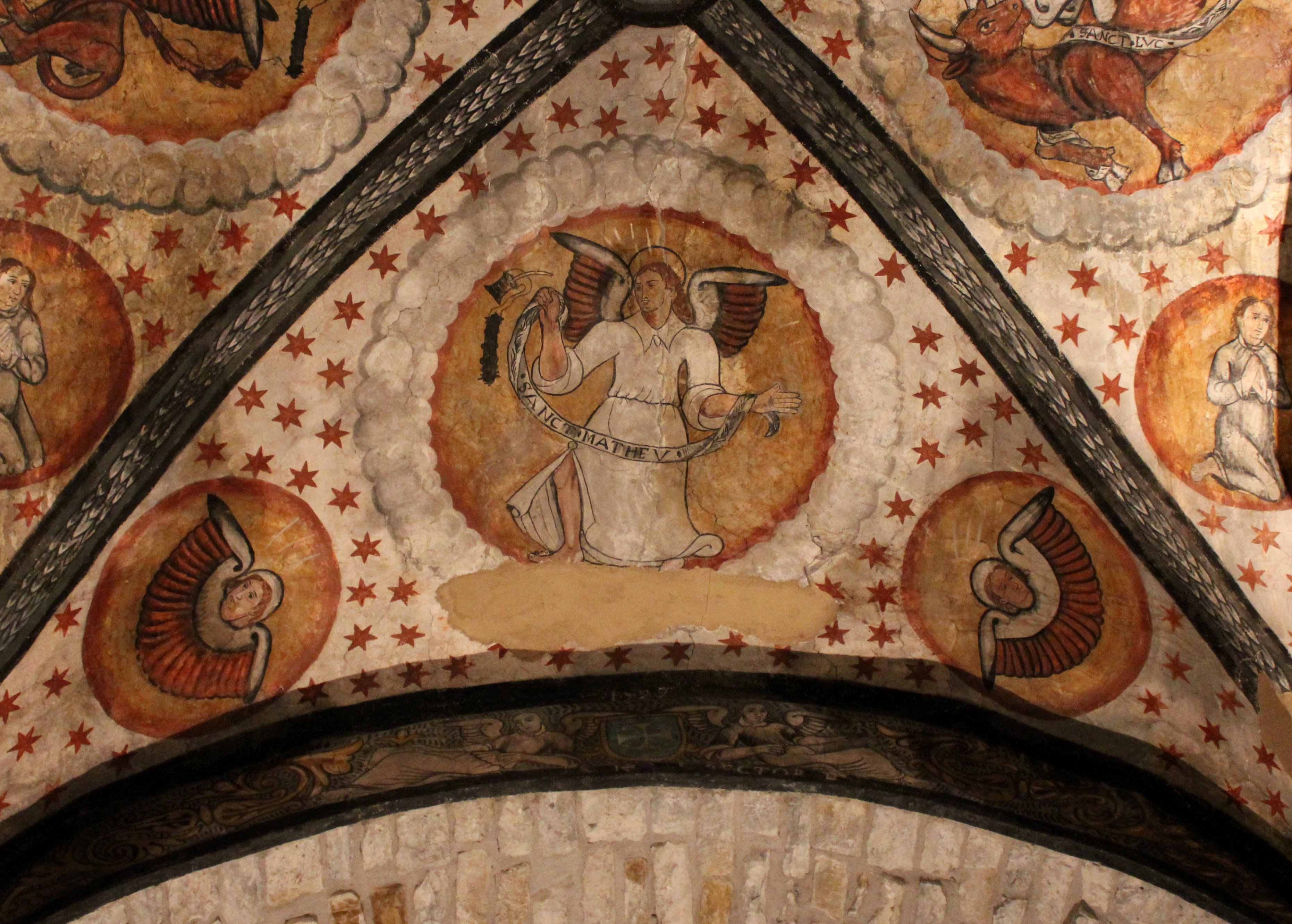
Ángel que representa el evangelio de san Mateo.
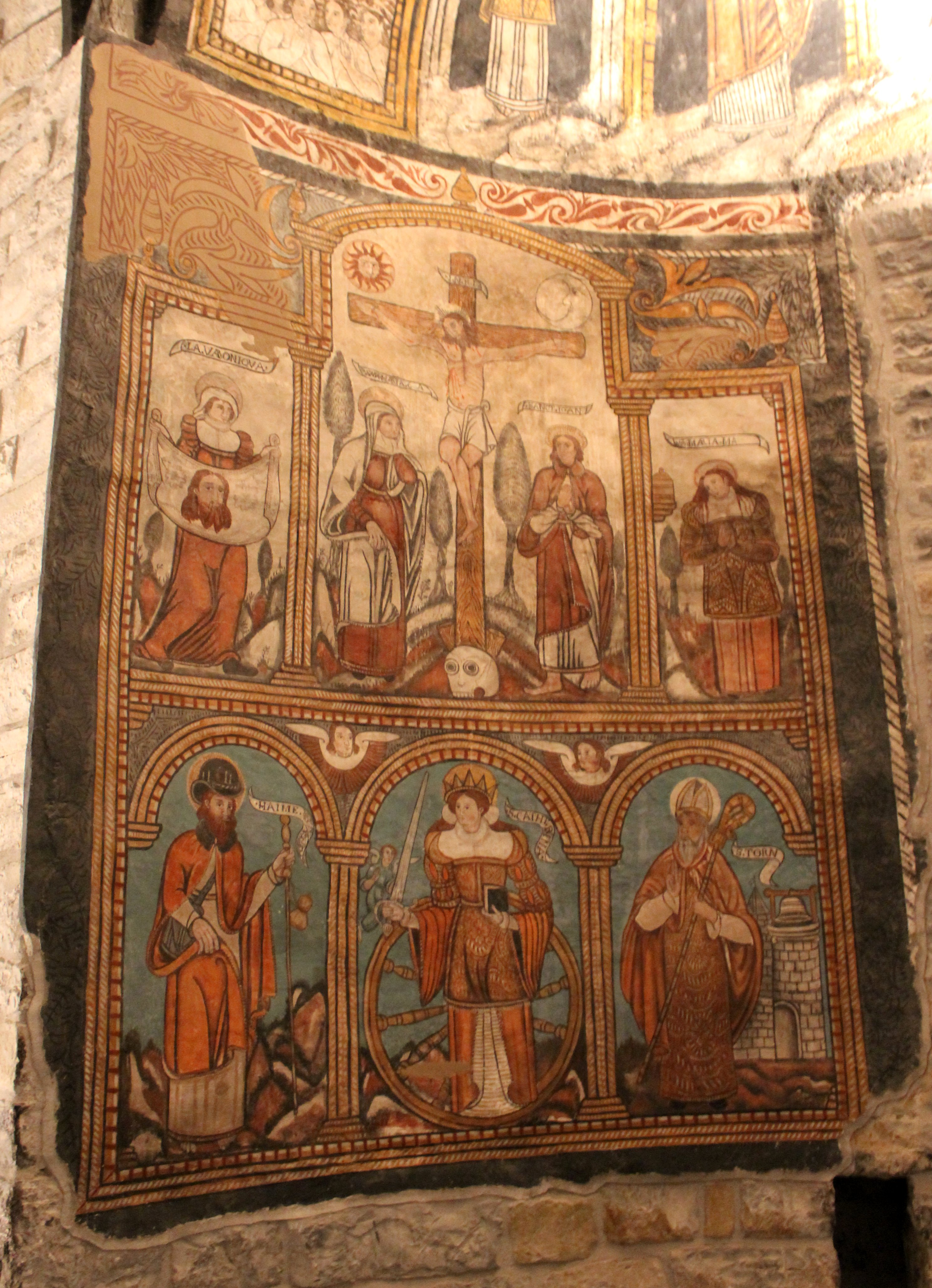
Retablo pictórico, fresco, con el martirio de Cristo y los de algunos santos.
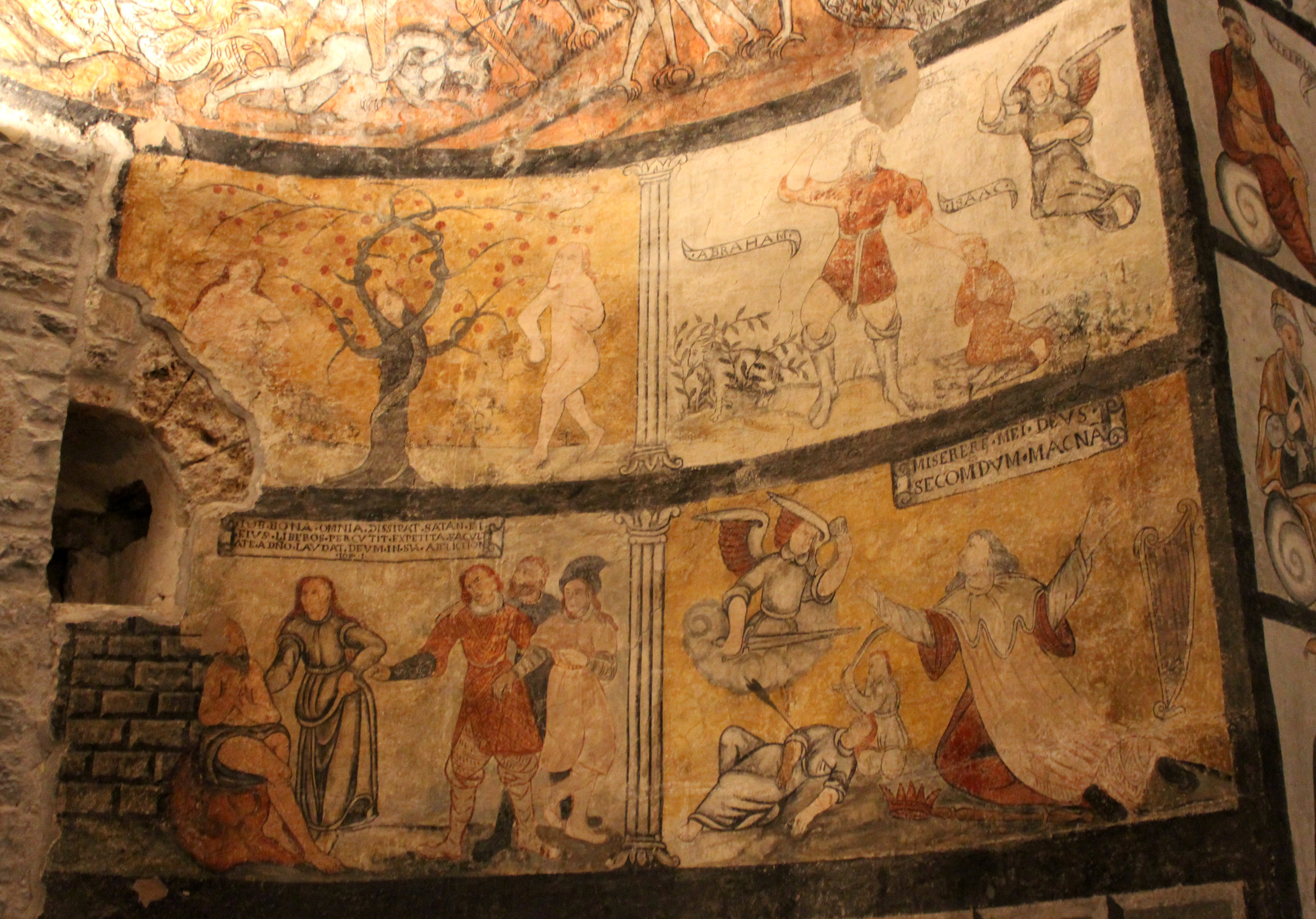
Escenas bíblicas en el ábside derecho.
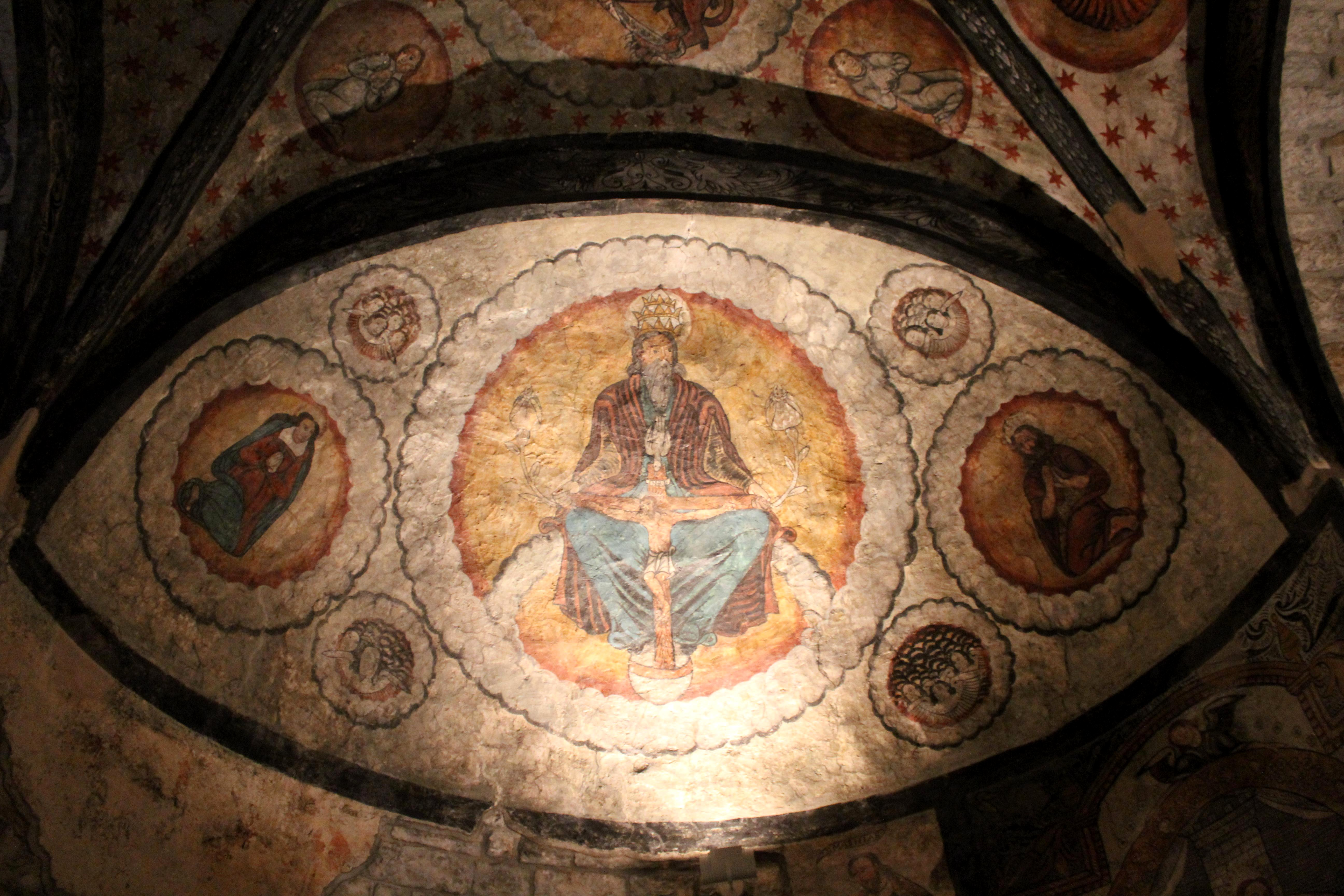
Dios en majestad, en el ábside izquierdo.